# Allô Nabilla
Allô Nabilla est une émission française de téléréalité diffusée entre le 12 novembre 2013 et le 20 octobre 2017 sur NRJ 12,  mettant en scène Nabilla Benattia dans sa vie quotidienne et plusieurs personnes de sa famille.
La première saison est diffusée du 12 novembre 2013 au 3 décembre 2013, la deuxième saison du 6 juillet 2014 au 23 juillet 2014
Et, enfin, la quatrième et ultime saison du programme a été diffusée du 31 juillet 2014 au 13 août 2014.
Du 28 août 2017 à novembre 2017, Les Incroyables Aventures de Nabilla et Thomas en Australie sont diffusées sur NRJ 12.
Le 26 novembre 2021, les sept épisodes de Nabilla : Sans Filtre ! sont disponibles en streaming sur Prime Video.

## Description
L'émission est un Dynasty Show ; concept qui vit le jour aux États-Unis en 2002 dans l'émission The Osbournes de la MTV. Le programme suit la vie personnelle du chanteur de métal Ozzy Osbourne, accompagné de sa famille. En France, ce concept est diffusé pour la 1re fois sur Canal+ en 2003 ; il met en scène JoeyStarr et Francis Lalanne pour l'émission 60 jours 60 nuits.
Produite par La Grosse Équipe (également productrice des Anges), l'émission est très souvent comparée au programme américain L'Incroyable Famille Kardashian,,, avec Kim Kardashian comme principale protagoniste, « idole » de Nabilla.

## Résumé
Depuis qu'elle a prononcé la phrase culte « Non mais allô quoi ! » dans Les Anges 5, Nabilla est devenue une « it girl ». Entre interviews, tapis rouge, son rôle de comédienne dans Hollywood Girls et ses activités, le téléspectateur suit Nabilla et sa famille aux quatre coins du monde. La saison 1 se déroule à Los Angeles où est tournée la série Hollywood Girls et se termine sur son emménagement dans un loft parisien à la suite de la demande de Thomas d'habiter avec elle. La saison 2 se poursuit en France et suit l’emménagement de Nabilla et Thomas à Paris et leur voyage à Annemasse, Arles et Barcelone. Cette saison suit les protagonistes dans leurs différents projets professionnels. La saison 3 se déroule à Tokyo, au Japon, où Nabilla a été invitée par une blogueuse connue afin de se faire connaître puis la série se termine avec la saison 4 qui met en scène les préparatifs des fiançailles du couple à Marrakech.

## Participants
|                                          | Ma famille en Californie | En famille à Paris     | En famille à Tokyo     | Nos fiancailles à Marrakech | Les incroyables aventures de Nabilla et Thomas en Australie | Nabilla : sans filtre ! |
| Personnages principaux                   | Personnages principaux   | Personnages principaux | Personnages principaux | Personnages principaux      | Personnages principaux                                      | Personnages principaux  |
| ---------------------------------------- | ------------------------ | ---------------------- | ---------------------- | --------------------------- | ----------------------------------------------------------- | ----------------------- |
| Nabilla Benattia                         |                          |                        |                        |                             |                                                             |                         |
| Thomas Vergara Le fiancé                 |                          |                        |                        |                             |                                                             |                         |
| Marie-Luce Grange La mère                |                          |                        | Absente                |                             | Absent                                                      |                         |
| Pascal Drago Le beau-père                | Invité                   |                        | Absent                 | Absent                      | Absent                                                      | Absent                  |
| Livia Grange La grand-mère               |                          |                        |                        |                             | Absent                                                      | Absent                  |
| Tarek Benattia Le frère                  |                          |                        |                        |                             |                                                             | Invité                  |
| Sylvia Ollivier La maman de Thomas       | Invité                   | Invité                 | Absent                 |                             | Absente                                                     | Invité                  |
| Michel Grange Le grand-père              | Absent                   | Invité                 | Absent                 | Absent                      | Absent                                                      | Absent                  |
| Milann Vergara Fils de Nabilla et Thomas | Absent                   | Absent                 | Absent                 | Absent                      | Absent                                                      |                         |
| Khoutir Benattia Père de Nabilla         | Absent                   | Absent                 | Absent                 | Absent                      | Absent                                                      | Invité                  |
| Le staff de Nabilla                      |                          |                        |                        |                             |                                                             |                         |
| John Lozano L'assistant                  |                          |                        |                        |                             | Absent                                                      | Absent                  |
| Doumam's Le garde du corps               | Absent                   | Invité                 | Absent                 | Absent                      | Absent                                                      | Absent                  |
| Miki Uehara La blogueuse japonaise       | Absente                  | Absente                |                        | Absente                     | Absente                                                     | Absente                 |
| Kuma La styliste japonaise               | Absente                  | Absente                | Invité                 | Absente                     | Absente                                                     | Absente                 |
| Youssef Le garde du corps                | Absent                   | Absent                 | Absent                 | Invité                      | Absent                                                      | Absent                  |
| Samir L'accompagnateur de Livia          | Absent                   | Absent                 | Absent                 | Invité                      | Absent                                                      | Absent                  |
| Magali Berdah L’agent                    | Absent                   | Absent                 | Absent                 | Absent                      | Absent                                                      |                         |
| Les amis                                 |                          |                        |                        |                             |                                                             |                         |
| Jessica Cardinot                         |                          |                        | Absente                | Invité                      |                                                             |                         |
| Anaïs Da Silva                           |                          |                        | Absente                |                             | Absent                                                      | Absent                  |
| Antoni Ruiz                              | Absent                   | Absent                 | Absent                 | Absent                      |                                                             | Absent                  |
| Jeremy Srouchi                           | Absent                   | Absent                 | Absent                 | Absent                      |                                                             | Absent                  |
| Marina Ajavon                            | Absent                   | Absent                 | Absent                 | Absent                      |                                                             | Absent                  |
| Marie                                    | Absent                   | Absent                 | Absent                 | Absent                      |                                                             | Absent                  |
| Maya                                     | Absent                   | Absent                 | Absent                 | Absent                      | Absent                                                      |                         |

## Saisons

### Saison 1:Ma famille en Californie
Synopsis
Nabilla Benattia est à Los Angeles pour jouer le rôle de l'antagoniste principale dans la troisième saison d'Hollywood Girls. Elle décide d'organiser trois semaines de vacances en famille au sein d'une luxueuse villa surplombant la ville. La première saison permet de découvrir les membres de sa famille, Marie-Luce, sa mère, Livia, sa grand-mère déjantée, son petit frère Tarek ainsi que son entourage proche. En plus de la série dans laquelle elle joue, Nabilla profitera de sa venue aux États-Unis pour donner des interviews afin de se faire connaître auprès des américains et foulera également les tapis rouge de la ville. La saison se termine avec la proposition de Thomas, son petit ami, d'habiter ensemble à leur retour sur Paris.
Audiences
Pour son lancement le 12 novembre 2013, l'émission réunit 693 000 téléspectateurs, soit 2,9 % de parts de marché ; cette 1re audience est jugée décevante par la presse,. Lors des épisodes suivants, elle rassemble 301 000 téléspectateurs et 1 % de PdM (19 novembre), 459 000 téléspectateurs pour 1,8 %  de PdM (26 novembre) et 393 000 téléspectateurs  pour 1,6 % de PdM (3 décembre). En moyenne, les quatre épisodes ont réuni 462 000 téléspectateurs et moins de 2 % du public ; ce qui est qualifié de « mauvais bilan ».
| Épisode | Jour et horaire de diffusion         | Audience moyenne          | Audience moyenne | Audience moyenne |
| Épisode | Jour et horaire de diffusion         | Nombre de téléspectateurs | PDM              |                  |
| ------- | ------------------------------------ | ------------------------- | ---------------- | ---------------- |
| 1       | Mardi 12 novembre 2013 20:50 - 22:30 | 693 000                   | 2,9 %            |                  |
| 2       | Mardi 19 novembre 2013 20:50 - 22:30 | 301 000                   | 1,0 %            |                  |
| 3       | Mardi 26 novembre 2013 20:50 - 22:30 | 459 000                   | 1,8 %            |                  |
| 4       | Mardi 3 décembre 2013 20:50 - 22:30  | 393 000                   | 1,6 %            |                  |

Légende :
En fond vert  = Les plus hauts chiffres d'audiences/PDA
En fond rouge = Les plus bas chiffres d'audiences/PDA

### Saison 2:En famille à Paris
Synopsis
La seconde saison n'est plus diffusée en prime time mais en quotidienne. Elle suit l'aménagement de Nabilla et Thomas dans un loft parisien. Comme dans la première saison, la famille de Nabilla sera présente, sa grand-mère et son frère seront d'ailleurs invités à résider avec le couple. La seconde saison permet de suivre Nabilla, Marie-Luce et Livia faisant la promotion de Allo Nabilla sur les plateaux de télévision, l'entrainement de Thomas et John, engagé dans le semi-marathon de Paris contre le cancer et Tarek multipliant les expériences professionnelles afin de trouver sa voie. La saison se déroule principalement à Paris mais également à Annemasse, Arles et Barcelone où Thomas demande Nabilla en fiançailles.
Guests stars
- Jessy Matador : chanteur
- Jeremstar : blogueur people
- Marie de Tilly :
- Dominique Damien Rehel : animateur de Génération Mannequin.

Audiences
La deuxième saison démarre le 6 juillet 2014 sur NRJ 12 à 23h puis est rediffusée en quotidienne dès 17h30. En moyenne, cette saison a rassemblé 380 000 téléspectateurs (soit 3,1 % de part d'audience).
| Épisode | Jour et horaire de diffusion           | Audience moyenne          | Audience moyenne | Audience moyenne |
| Épisode | Jour et horaire de diffusion           | Nombre de téléspectateurs | PDM              |                  |
| ------- | -------------------------------------- | ------------------------- | ---------------- | ---------------- |
| 1       | Dimanche 6 juillet 2014 23:00 - 00:00  | 560 000                   | 5,2 %            |                  |
| 2       | Dimanche 6 juillet 2014 00:00 - 00:30  | 434 000                   | 6,8 %            |                  |
| 3       | Lundi 7 juillet 2014 19:05 - 19:50     | 352 000                   | 2,2 %            |                  |
| 4       | Mardi 8 juillet 2014 19:05 - 19:50     | 283 000                   | 1,9 %            |                  |
| 5       | Mercredi 9 juillet 2014 19:05 - 19:50  | 356 000                   | 2,2 %            |                  |
| 9       | Mardi 15 juillet 2014 19:05 - 19:50    | 381 000                   | 2,8 %            |                  |
| 10      | Mercredi 16 juillet 2014 19:05 - 19:50 | 419 000                   | 3,3 %            |                  |
| 11      | Jeudi 17 juillet 2014 19:05 - 19:50    | 400 000                   | 3,3 %            |                  |
| 12      | Vendredi 18 juillet 2014 19:05 - 19:50 | 450 000                   | 3,6 %            |                  |
| 13      | Lundi 21 juillet 2014 19:05 - 19:50    | 254 000                   | 1,8 %            |                  |
| 14      | Mardi 22 juillet 2014 19:05 - 19:50    | 345 000                   | 2,3 %            |                  |
| 15      | Mercredi 23 juillet 2014 19:05 - 19:50 | 315 000                   | 2,3 %            |                  |

Légende :
En fond vert  = Les plus hauts chiffres d'audiences/PDA
En fond rouge = Les plus bas chiffres d'audiences/PDA

### Saison 3:En famille à Tokyo
Synopsis
La famille de Nabilla qui s'est déplacée jusqu'à Tokyo au Japon pour rencontrer Miki, une blogueuse influente. Nabilla souhaite être médiatisée là-bas pour élargir les possibilités de merchandising de son image. Durant leur voyage, de nombreux conflits feront leur apparition, si bien que deux groupes vont être formés afin d'éviter les conflits : un premier avec Miki, Nabilla et Thomas et le second avec Kuma (amie de Miki), Livia et John. Tarek, lui, change de groupe au gré des activités.
Audiences
La troisième saison a démarré le 24 juillet 2014 sur NRJ12. Cette saison est plus courte que la précédente, elle ne comporte que 5 épisodes. En moyenne, cette saison a rassemblé 462 000 téléspectateurs soit 3,2 % de part d'audience.
| Épisode | Jour et horaire de diffusion           | Audience moyenne          | Audience moyenne | Audience moyenne |
| Épisode | Jour et horaire de diffusion           | Nombre de téléspectateurs | PDM              |                  |
| ------- | -------------------------------------- | ------------------------- | ---------------- | ---------------- |
| 1       | Jeudi 24 juillet 2014 19:05 - 19:50    | 350 000                   | 2,8 %            |                  |
| 2       | Vendredi 25 juillet 2014 19:05 - 19:50 | 350 000                   | 2,6 %            |                  |
| 3       | Lundi 28 juillet 2014 19:05 - 19:50    | 530 000                   | 3,3 %            |                  |
| 4       | Mardi 29 juillet 2014 19:05 - 19:50    | 551 000                   | 3,8 %            |                  |
| 5       | Mercredi 30 juillet 2014 19:05 - 19:50 | 529 000                   | 3,6 %            |                  |

Légende :
En fond vert  = Les plus hauts chiffres d'audiences/PDA
En fond rouge = Les plus bas chiffres d'audiences/PDA

### Saison 4:Nos fiançailles à Marrakech
Synopsis
Malgré les nombreuses tensions lors de leur voyage à Tokyo, Nabilla et Thomas ont réuni leurs familles au Maroc pour célébrer tous ensemble leur union. La vie de la famille sera rythmée par la découverte de la culture locale, du Festival international du film de Marrakech et surtout autour de l'organisation des fiançailles. Mais rassembler les Benattia et les Vergara dans le même riad ne va-t-il pas créer des conflits ? Joie, amour, colère et larmes seront au rendez-vous.
Guests stars
- Alban Bartoli : Chanteur, ami de Nabilla
- Caroline Receveur : Animatrice de La Maison du bluff, saison 2 & 3 et du Mag, saison 4
- Valentin Lucas : Mister Limousin 2011, 2e dauphin de Mister France 2011 , fiancé de Caroline

Audiences
La dernière saison démarre le 31 juillet 2014 sur NRJ12, elle comporte huit épisodes et est toujours diffusée en quotidienne à partir de 17 h 35. En moyenne, l'ultime saison de Allô Nabilla a rassemblé 475 000 téléspectateurs (3,4 % de part d'audience), soit la meilleure saison en termes d’audience pour la chaîne[réf. nécessaire].
| Épisode | Jour et horaire de diffusion         | Audience moyenne          | Audience moyenne |
| Épisode | Jour et horaire de diffusion         | Nombre de téléspectateurs | PDM              |
| ------- | ------------------------------------ | ------------------------- | ---------------- |
| 1       | Jeudi 31 juillet 2014 19:05 - 19:50  | 484 000                   | 3,5 %            |
| 2       | Vendredi 1er août 2014 19:05 - 19:50 | 471 000                   | 3,4 %            |
| 3       | Lundi 4 août 2014 19:05 - 19:50      | 472 000                   | 3,2 %            |
| 4       | Mardi 5 août 2014 19:05 - 19:50      | 449 000                   | 3,5 %            |
| 5       | Mercredi 6 août 2014 19:05 - 19:50   | 472 000                   | 3,2 %            |
| 6       | Jeudi 7 août 2014 19:05 - 19:50      | 400 000                   | 3,1 %            |
| 7       | Vendredi 8 août 2014 19:05 - 19:50   | 535 000                   | 3,9 %            |
| 8       | Lundi 11 août 2014 19:05 - 19:50     | 517 000                   | 3,5 %            |
| 9       | Mardi 12 août 2014 19:05 - 19:50     | 520 000                   | 3,7 %            |
| 10      | Mercredi 13 août 2014 19:05 - 19:50  | 512 000                   | 3,2 %            |

Légende :
En fond vert  = Les plus hauts chiffres d'audiences/PDA
En fond rouge = Les plus bas chiffres d'audiences/PDA

### Les Incroyables Aventures de Nabilla et Thomas en Australie
Synopsis
Nabilla et Thomas font leur retour dans un programme de téléréalité, trois ans après leur dernière aventure à Marrakech. Ils ont décidé de réunir leurs proches et amis pour effectuer un road trip en Australie de 20 jours du nord au sud avec des moyens réduits au minimum.
Audiences
| Épisode              | Jour de diffusion                | Horaire de diffusion | Audience moyenne          | Audience moyenne | Audience moyenne | Réf.   |
| Épisode              | Jour de diffusion                | Horaire de diffusion | Nombre de téléspectateurs | PDM              | Moyenne semaine  | Réf.   |
| -------------------- | -------------------------------- | -------------------- | ------------------------- | ---------------- | ---------------- | ------ |
| 1                    | Lundi 28 août 2017               | 18h15 - 19h00        | 244 000                   | 2,2 %            | 220 000 (1,9 %)  | [ 16 ] |
| 2                    | Mardi 29 août 2017               | 18h15 - 19h00        | 186 000                   | 1,7 %            | 220 000 (1,9 %)  | [ 17 ] |
| 3                    | Mercredi 30 août 2017            | 18h15 - 19h00        | 242 000                   | 2 %              | 220 000 (1,9 %)  | [ 18 ] |
| 4                    | Jeudi 31 août 2017               | 18h15 - 19h00        | 182 000                   | 1,6 %            | 220 000 (1,9 %)  | [ 19 ] |
| 5                    | Vendredi 1er septembre 2017      | 18h15 - 19h00        | 242 000                   | 2,2 %            | 220 000 (1,9 %)  | [ 20 ] |
| 6                    | Lundi 4 septembre 2017           | 18h15 - 19h00        | 194 000                   | 1,6 %            | 230 000 (2 %)    | [ 21 ] |
| 7                    | Mardi 5 septembre 2017           | 18h15 - 19h00        | 257 000                   | 2,2 %            | 230 000 (2 %)    | [ 22 ] |
| 8                    | Mercredi 6 septembre 2017        | 18h15 - 19h00        | 220 000                   | 2 %              | 230 000 (2 %)    |        |
| 9                    | Jeudi 7 septembre 2017           | 18h15 - 19h00        | 271 000                   | 2,4 %            | 230 000 (2 %)    | [ 23 ] |
| 10                   | Vendredi 8 septembre 2017        | 18h15 - 19h00        | 220 000                   | 2 %              | 230 000 (2 %)    | [ 24 ] |
| 11                   | Lundi 11 septembre 2017          | 18h15 - 19h00        | 192 000                   | 1,7 %            | 200 000 (1,7 %)  |        |
| 12                   | Mardi 12 septembre 2017          | 18h15 - 19h00        | 207 000                   | 1,8 %            | 200 000 (1,7 %)  |        |
| 13                   | Mercredi 13 septembre 2017       | 18h15 - 19h00        | 194 000                   | 1,6 %            | 200 000 (1,7 %)  |        |
| 14                   | Jeudi 14 septembre 2017          | 18h15 - 19h00        | 208 000                   | 1,8 %            | 200 000 (1,7 %)  |        |
| 15                   | Vendredi 15 septembre 2017       | 18h15 - 19h00        | NC**                      | NC**             | NC**             | NC**   |
| 16                   | Lundi 18 septembre 2017          | 18h15 - 19h00        | 231 000                   | 1,8 %            | 230 000 (1,9 %)  |        |
| 17                   | Mardi 19 septembre 2017          | 18h15 - 19h00        | 286 000                   | 2,3 %            | 230 000 (1,9 %)  |        |
| 18                   | Mercredi 20 septembre 2017       | 18h15 - 19h00        | 205 000                   | 1,8 %            | 230 000 (1,9 %)  |        |
| 19                   | Jeudi 21 septembre 2017          | 18h15 - 19h00        | 214 000                   | 1,8 %            | 230 000 (1,9 %)  |        |
| 20                   | Vendredi 22 septembre 2017       | 18h15 - 19h00        | NC**                      | NC**             | NC**             | NC**   |
| 21                   | Lundi 25 septembre 2017          | 18h15 - 19h00        | 257 000                   | 2,2 %            | 215 000 (1,9 %)  |        |
| 22                   | Mardi 26 septembre 2017          | 18h15 - 19h00        | 185 000                   | 1,6 %            | 215 000 (1,9 %)  |        |
| 23                   | Mercredi 27 septembre 2017       | 18h15 - 19h00        | 249 000                   | 2,2 %            | 215 000 (1,9 %)  |        |
| 24                   | Jeudi 28 septembre 2017          | 18h15 - 19h00        | 172 000                   | 1,5 %            | 215 000 (1,9 %)  |        |
| 25                   | Vendredi 29 septembre 2017       | 18h15 - 19h00        | NC**                      | NC**             | NC**             | NC**   |
| 26                   | Lundi 2 octobre 2017             | 18h15 - 19h00        | 176 000                   | 1,4 %            | 190 000 (1,6 %)  |        |
| 27                   | Mardi 3 octobre 2017             | 18h15 - 19h00        | 202 000                   | 1,7 %            | 190 000 (1,6 %)  |        |
| 28                   | Mercredi 4 octobre 2017          | 18h15 - 19h00        | 194 000                   | 1,8 %            | 190 000 (1,6 %)  |        |
| 29                   | Jeudi 5 octobre 2017             | 18h15 - 19h00        | 185 000                   | 1,6 %            | 190 000 (1,6 %)  |        |
| 30                   | Vendredi 6 octobre 2017          | 18h15 - 19h00        | NC**                      | NC**             | NC**             | NC**   |
| 31                   | Lundi 9 octobre 2017             | 18h15 - 19h00        | 219 000                   | 1,8 %            | 215 000 (1,8 %)  |        |
| 32                   | Mardi 10 octobre 2017            | 18h15 - 19h00        | 249 000                   | 2 %              | 215 000 (1,8 %)  |        |
| 33                   | Mercredi 11 octobre 2017         | 18h15 - 19h00        | 215 000                   | 1,8 %            | 215 000 (1,8 %)  |        |
| 34                   | Jeudi 12 octobre 2017            | 18h15 - 19h00        | 175 000                   | 1;5 %            | 215 000 (1,8 %)  |        |
| 35                   | Vendredi 13 octobre 2017         | 18h15 - 19h00        | NC**                      | NC**             | NC**             | NC**   |
| 36                   | Lundi 16 octobre 2017            | 18h15 - 19h00        | 234 000                   | 1,8 %            | 230 000 (1,8 %)  |        |
| 37                   | Mardi 17 octobre 2017            | 18h15 - 19h00        | 208 000                   | 1,7 %            | 230 000 (1,8 %)  |        |
| 38                   | Mercredi 18 octobre 2017         | 18h15 - 19h00        | 263 000                   | 2,1 %            | 230 000 (1,8 %)  |        |
| 39                   | Jeudi 19 octobre 2017            | 18h15 - 19h00        | 208 000                   | 1,7 %            | 230 000 (1,8 %)  |        |
| 40                   | Vendredi 20 octobre 2017 (final) | 18h15 - 19h00        | NC**                      | NC**             | NC**             | NC**   |
| Moyenne de la saison | Moyenne de la saison             | 18h15 - 19h00        | 217 000                   | 217 000          | 1,8 %            | 1,8 %  |

NC** : audience non communiquée
Légende :
En fond vert  = Les plus hauts chiffres d'audiences/PDM
En fond rouge = Les plus bas chiffres d'audiences/PDM

### Nabilla: sans filtre!
Synopsis
Nabilla vit désormais à Dubaï entourée de son mari Thomas, leur fils Milann, sa mère Marie-Luce et son frère Tarek. Malgré toutes les épreuves traversées depuis son plus jeune âge, Nabilla a réussi à s’en sortir et à construire un empire financier au prix d’un travail acharné. Pour la première fois, elle fait le bilan des 10 dernières années qui se sont écoulées. Dénigrée et détestée par une majorité, adulée par une minorité, Nabilla revient sur les raisons de sa descente aux enfers….
Épisodes
- Nabillaland
- Nabilla Bashing
- Nabilla Drama
- Princesse Nabilla
- Nabilla Folies
- Nabilla 2.0
- Pour le meilleur et pour le pire

Guests stars
- Jean-Paul Gaultier : couturier
- Richard Orlinski : sculteur
- Bilal Hassani : chanteur
- Iris Mittenaere : Miss Univers 2016
- Léna Situations : influenceuse

## Réception critique
L'émission a été élue Pire émission de 2013 dans un sondage de Premiere.fr. Le plus du Nouvel Observateur indique que « Allo Nabilla est une émission qui met en scène une famille qui s’aime et se dispute, pour faire le buzz en partie ainsi que des petites histoires de cour d’école qui ne cassent pas trois pattes à un canard, le tout avec scénario téléphoné (ce qui rappelle beaucoup L'Incroyable Famille Kardashian), et ça, c’était bien la moindre des choses. ». TéléObs ajoute « Le show, très scénarisé, est une copie des « Anges de la téléréalité », mais avec la famille de la jeune femme. » et note que « Tout est surjoué, rien n'est spontané. Le quotidien de Nabilla, on commence à le connaître et on s'en passe. ». 20minutes.fr n'est pas non plus enthousiasmé par « le journal intime » de Nabilla. Nos oreilles sont donc bercées d'une foule de platitudes et de quelques (rares - ceux qui aiment seront déçus) formules nabilliennes : « La maison, elle est super », « Je vous aime ! Cœur cœur cœur ! », « Thomas qui fait la vaisselle, non mais lol ! », « Je suis tendue comme un string ». Et c’est spontané, hein. « Rien n’est écrit, c’est mes réactions en regardant les épisodes », explique Nabilla. ».
Le 13 janvier 2014, Allô Nabilla a reçu un Gérard de la télévision dans la catégorie Gérard du projet d'émission jeté aux chiottes par toutes les chaînes, mais apparemment les canalisations débouchent chez NRJ 12.

## Commentaires
- Caroline Receveur a participé à trois autres téléréalités : Secret Story 2, Les Anges 2 et La Maison du bluff 1.
- Antoni Ruiz a travaillé chez NRJ 12 pendant 5 ans chez NRJ 12 (2011 à 2016) et chroniqueur pendant deux saisons dans l'émission Le Mad Mag (saison 4 et 5).
- Marina Ajavon est également Miss Togo France 2017.